# 科科拉-皮耶塔尔萨里机场
科科拉-皮耶塔尔萨里机场（芬蘭語：Kokkola-Pietarsaaren lentoasema；IATA：KOK，ICAO：EFKK；2010年3月之前称为克鲁努比机场），是芬兰西海岸的一座民用机场，位于克羅諾比，距科科拉19千米。2007年旅客吞吐量为9.6万人次。

## 通航航空公司及航点
- 芬兰航空：赫尔辛基
- 芬兰通勤航空：赫尔辛基，瓦萨